# Shlomo Bar
Shlomo Bar (in ebraico שלמה בר‎?; in arabo شلومو بار‎?; Rabat, 1943) è un musicista, compositore e attivista israeliano di origine marocchina.

## Biografia
Shlomo Bar è nato da famiglia ebraica marocchina a Rabat, in Marocco. La sua famiglia emigrò in Israele quando Shlomo aveva sei anni. Da giovane, Shlomo imparò a suonare la darbuka e altri strumenti a percussione etnica, impegnandosi in varie esibizioni come musicista di supporto per artisti come Matti Caspi. Nel 1976 prese parte a Kriza di Yehoshua Sobol e di Noa Chelton, una commedia sull'ingiustizia sociale e la discriminazione vissuta dagli immigrati Mizrahì in Israele. Bar ha eseguito diverse canzoni di Sobol, tra le quali Yeladim Ze Simcha.
Bar formò il suo gruppo Habrera Hativit insieme al bassista e produttore Yisrael Borochov. La formazione originale comprendeva Samson Kehimkar, violinista indiano e virtuoso di sitar, Miguel Herstein, chitarrista americano, il bassista Yisrael Borochov e Bar alle percussioni e come cantante. Yisrael Borochov ebbe una forte influenza sulla musica del gruppo, e prima di andarsene aveva arrangiato, registrato e prodotto i primi due album della band. I disaccordi sulla direzione della band lo portarono a separarsi da Bar e a formare l'East West Ensemble.
Il primo album Elei Shorashim combina musica tradizionale marocchina e yiddish, con elementi e motivi indiani, nonché interpretazioni di canzoni di poeti israeliani. 
Le influenze musicali di Bar sono ampie, e includono Bob Dylan e Miles Davis da un lato, la musica classica indiana e la liturgia ebraica dall'altro.

## Discografia
- Elei Shorashim (1979)

1. Tfila
2. Yeladim Ze Simcha
3. Ezleinu Bikfar Todra
4. Dror Yikra
5. Kotzim
6. Hatuna Marokait

- Mechakim LeSamson (1980)

1. Du siah Hassidi
2. Aviv (Bhairavi)
3. Ahavata Shel Theresa Dimon
4. Halicha LeKeisaria
5. Shecharhoret
6. Heye Davek
7. Levad

- Chut Shazur (1982)

1. Shir Hashuk
2. Kinat Sultana
3. El El Ashacher
4. Mi Yada
5. Lehem Beged
6. Haji Baba
7. Shdemati

- Mitoch Kelim Shvurim (1985)

1. At Adama
2. Ritzato Shel Haole Danino
3. Or Haganuz
4. Hama
5. Yavo Dodi Legano
6. Shir Lamaalot

- Michutz LaChomot (1988)

1. Mi Shama
2. Matai Techonan Ir Tzion
3. E'eroch Mahalal Nivi
4. Hehalil
5. Neima
6. Et Etsbeoteicha

- Nedudim (1991)

1. Yashen Lo Garin
2. Erom VeEria
3. Halicha LeKeisaria
4. Ani Tama
5. Shiv'a Medorim
6. Nedudim
7. Shlosha Nosdu
8. Honi Hameagel
9. Hidavrut

- Peimot Shchorot (1993)

1. Yafa Ahuvati
2. Artzi Lagoel
3. Hamidbar Medaber
4. 10/14
5. Veaz Kemei Nahal
6. Hamsa
7. Shir Lashalom
8. Ki Ata Adam
9. Peimot Shhorot

- David U Shlomo (1994) - con David D'Or

1. Haleluya
2. Kol Mehashamayim
3. Etzlenu Bikfar Todra
4. Belibech
5. Shdemati
6. Al Tashlicheni
7. Shmor Al Haolam
8. Shaar Harachamim
9. Shir Lashalom
10. Ahuvat Hasapan
11. Instrumental
12. Tfila
13. Baa Me'ahava
14. Tfila
15. Hu Yavo

- Yachef (1996)

1. Libi
2. Tikvat Hael
3. Halicha Laarmon
4. Mezulzelet
5. Adir Hu
6. Ritsato Shel Haole Danino
7. Haver Karov
8. Batash
9. Saper Saper
10. Yedid Nefesh
11. Yahef

- Maim Ne'emanim (2003)

- CD1

1. Tfila
2. Yeladim Ze Simcha
3. Etzleinu Bikfar Todra
4. Kinat Sultana
5. Dror Ikra
6. Hatuna Marokait
7. Sheharhoret
8. Ahavata Shel Teresa Dimon
9. Shir Hashuk
10. Hagi Baba
11. Mi Yada
12. Ritzato Shel Haole Danino
13. At Adama
14. El El Ashacher

- CD2

1. Shir Kmiha
2. Agada Yapanit
3. Et Etsbeoteicha
4. Hahalil
5. Halicha Lekeisaria
6. Erom Veeria
7. Hamidbar Medaber
8. Shdemati
9. Honi Hameagel
10. Ani Tama
11. Saper Saper
12. Yedid Nefesh
13. Mezulzelet
14. Haver karov
15. Zemer Nouge

- Ananim Nemuhim (2006)

1. Ananim Nemuchim
2. Or (Bereshit)
3. HaSchafim
4. Veshuv
5. Da-re
6. Shirat Isha
7. Shir Admat Hatzehoraim
8. Maagalim
9. Tohu Vavohu

- Besod Tfilat Arar (2010)